# Renée Fleming
Renée Fleming (ur. 14 lutego 1959 w Indianie) – amerykańska śpiewaczka klasyczna (sopran) i jazzowa, laureatka Nagrody Grammy (1999).
Solistka największych scen operowych świata, m.in. Royal Opera House w Londynie, Metropolitan Opera w Nowym Jorku i La Scali w Mediolanie.
Znana także dzięki kompozycjom („Twilight and Shadow” oraz „The End of All Things”) zrealizowanym na potrzeby ścieżki dźwiękowej do filmu Władca Pierścieni: Powrót króla w reżyserii Petera Jacksona.

## Wybrana dyskografia
- 1996 Visions of Love – Mozart Arias
- 1998 I Want Magic!
- 2000 Renée Fleming
- 2003 Bel Canto
- 2003 By Request
- 2005 Daphne
- 2005 Haunted Heart
- 2006 Love Sublime

## Wideografia
- 2004 Rusalka (DVD)
- 2006 Sacred Songs (DVD)